# جوزيف سومر
جوزيف سومر (بالألمانية: Josef Sommer)‏ هو ممثل أمريكي وألماني، ولد في 26 يونيو 1934 في ألمانيا.

## أعمال

### أفلام
- (1971) هاري القذر
- (1977) لقاءات قريبة من النوع الثالث[2][3][4]
- (1981) ريدز[5]
- (1982) اختيار صوفي[6]
- (1983) سيلكوود
- (1985) الشاهد[7]
- (1998) بول وورث[8]
- (2000) رجل العائلة[9]
- (2000) شافت[10]
- (2006)  الوقفة الأخيرة[11]
- (2010) الشخصان الآخران[12][13]

## وصلات خارجية
- جوزيف سومر على موقع IMDb (الإنجليزية)
- جوزيف سومر على موقع ألو سيني (الفرنسية)
- جوزيف سومر على موقع أول موفي (الإنجليزية)
- جوزيف سومر على موقع قاعدة بيانات برودواي على الإنترنت (الإنجليزية)
- جوزيف سومر على موقع قاعدة بيانات الأفلام السويدية (السويدية)
- جوزيف سومر على موقع قاعدة بيانات الفيلم (الإنجليزية)
- جوزيف سومر على موقع كينوبويسك (الروسية)